# Plan Un million

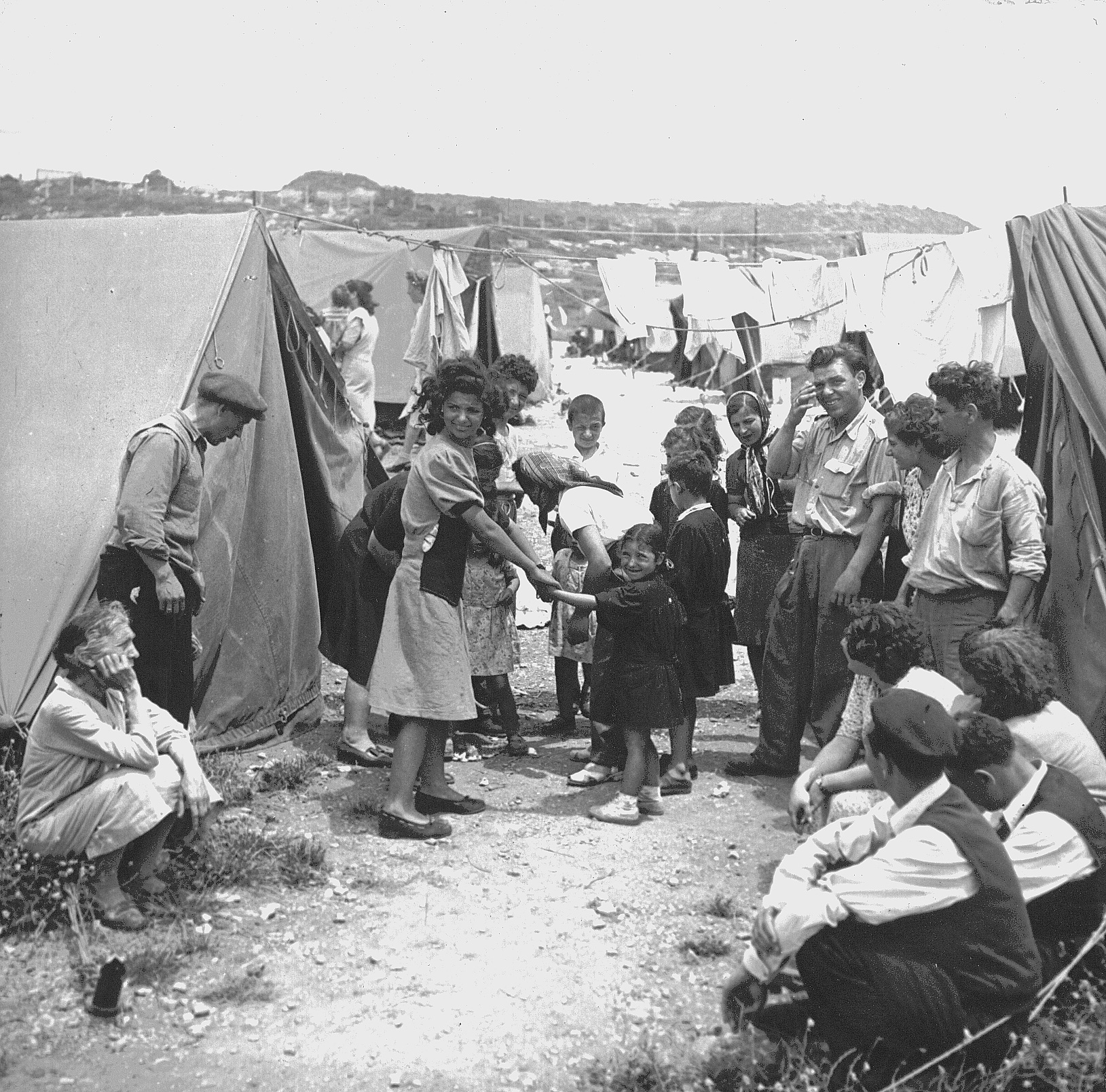
Le plan comprenait des propositions détaillées pour les camps d'immigration et de transit. Les camps d'immigrants et ma'abarot qui ont suivi ont été décrits comme « un produit » du Plan Un million,,.

Le Plan Un million ou Plan du Million (en hébreu : תוכנית המיליון ; Tokhnit hamillion) était un plan logistique pour l'immigration et l'absorption d'un million de Juifs d'Europe, du Moyen-Orient et d'Afrique du Nord en Palestine mandataire, dans un délai de 18 mois, afin d'établir un État sur ce territoire. Après avoir été voté par l'exécutif de l'Agence juive pour Israël en 1944, il est devenu la politique officielle de la direction sioniste,,,,. La mise en œuvre d'une partie importante du plan Un million a eu lieu après la création de l'État d'Israël en 1948,.
Lorsque l'ampleur du massacre des Juifs pendant l'Holocauste est devenue connue en 1944, l'ambition de la Conférence de Biltmore de deux millions d'immigrants a été revue à la baisse, et le plan a été révisé pour inclure, pour la première fois, les Juifs du Moyen-Orient et d'Afrique du Nord comme une seule catégorie dans la cible d'un plan d'immigration. En 1944-1945, Ben Gourion a décrit le plan aux responsables étrangers comme étant « l'objectif principal et la priorité absolue du mouvement sioniste ».
Les restrictions de l'immigration dues au Livre blanc britannique de 1939 interdisaient l'application d'un tel plan, alors. Lors de la création d'Israël, le gouvernement de Ben Gourion a présenté à la Knesset un nouveau plan : doubler la population de 600 000 habitants en 4 ans. L'historienne israélienne Devorah Hacohen décrit l'opposition à cette politique d'immigration au sein du nouveau gouvernement israélien, comme ceux qui ont fait valoir qu'il n'y avait « aucune justification pour organiser une émigration à grande échelle parmi les Juifs dont la vie n'était pas en danger, en particulier lorsque le désir et la motivation n'étaient pas les leurs » ainsi que ceux qui ont soutenu que le processus d'absorption a causé « des difficultés excessives ». Cependant, la force de l'influence et de l'insistance de Ben Gourion a permis la poursuite de l'immigration sans restriction,. Le plan a été décrit comme « un événement charnière dans « la perception » de l'État juif »  et « le moment où la catégorie des Juifs Mizrahi au sens actuel de ce terme, en tant que groupe ethnique distinct des Juifs nés en Europe, a été inventée ». L'immigration à grande échelle dans les premières années après la déclaration de l'état d'Israël était le produit de cette politique en faveur d'une immigration de masse, centrée sur les Juifs des pays arabes et musulmans.

## Contexte
Lors de la conférence de Biltmore de 1942, Ben Gourion a promu l'idée de deux millions d'émigrants Juifs en Palestine afin de constituer la majorité juive requise pour créer le Commonwealth juif demandé lors de la conférence. On supposait à l'époque que la plupart des immigrants seraient des Juifs ashkénazes. Ben Gourion a décrit ses intentions lors d'une réunion d'experts et de dirigeants juifs :

« Notre politique sioniste doit maintenant accorder une attention particulière aux groupes de population juive dans les pays arabes. S'il est des diasporas qu'il est de notre devoir d'éliminer dans la plus grande urgence en ramenant ces Juifs dans la patrie, ce sont les diasporas arabes : Yémen, Irak, Syrie, Égypte et Afrique du Nord, ainsi que les Juifs de Perse et d'Inde. Ce que vit actuellement la communauté juive européenne nous oblige à être particulièrement inquiets sur le sort des diasporas au Moyen-Orient. Ces groupes juifs sont les otages du sionisme… Notre premier mouvement en vue des événements à venir est l'immigration. Mais les chemins de l'immigration en provenance d'Europe sont désormais désolés. Les [portes] sont bien fermées, et il y a très peu de pays qui ont un lien terrestre avec la Terre d'Israël et les pays voisins. Toutes ces considérations sont source d'inquiétude et d'activités spéciales pour déplacer rapidement les Juifs des pays arabes vers la terre d'Israël. C'est la marque d'un grand échec du sionisme que nous n'ayons pas encore éliminé l'exil yéménite [la diaspora]. Si nous n'éliminons pas l'exil irakien par des moyens sionistes, il y a un danger qu'il soit éliminé par des moyens hitlériens. »

## Comité de planification
Ben Gourion avait demandé une première analyse sur le potentiel d'absorption du pays au début de 1941, et à la fin de 1942 a commandé un « plan directeur » pour l'immigration proposée. Il a nommé un comité d'experts, un comité de planification, pour explorer comment l'économie de la Palestine mandataire pourrait soutenir un million de nouveaux immigrants juifs.
Le comité de planification (« ועדת התיכון », également connu sous le nom de « comité des quatre »), a été établi afin d'élaborer un plan directeur et de décider de ses principes directeurs, et de créer des sous-comités d'experts pour divers secteurs, et de superviser leur travail. Ben Gourion croyait qu'en choisissant les membres du comité, il serait en mesure de recueillir un soutien à la fois pour les dispositions de planification et leurs aspects politiques. Ben Gourion était président du comité, qui comprenait également Eliezer Kaplan, trésorier de l'Agence juive, Eliezer Hoofien, président de l'Anglo-Palestine Bank, Emil Shmorek, chef du département du commerce et de l'industrie à l'Agence juive, et un secrétariat de trois personnes composé d'économistes,.
Le comité s'est réuni pour la première fois le 11 octobre 1943 au domicile de Kaplan, où la décision a été prise de se réunir chaque semaine dans le bâtiment de l'Agence juive à Jérusalem. Ben Gourion y a participé régulièrement et a examiné en détail les rapports des sous-comités. Le comité a établi des sous-comités composés d'experts pour examiner les questions de planification concernant le développement des terres, de l'eau, de la colonisation, de l'industrie, des transports, de l'habitation, des finances et plus encore,. Le comité de planification a soumis des rapports tout au long de 1944 et au début de 1945.
L'un des premiers points discutés par le comité a été la définition de ses objectifs. Ben Gourion a déclaré deux buts : 
1. L'installation de deux millions de Juifs dans les 18 mois et l'élaboration d'un plan pour faciliter une telle installation, et,
2. L'enquête scientifique sur les conditions liées à un tel établissement, tels que la quantité d'eau requise, la nature du sol, le climat, etc.

Les autres membres du comité ont trouvé le premier objectif irréaliste. Finalement, Ben Gourion a cédé et a accepté deux plans. Le « grand » plan - l'installation rapide d'un million de Juifs et la création d'une majorité juive et d'un gouvernement juif, et le « petit » plan, l'installation d'un autre million de Juifs en quelques années.

## Le plan
« L'importance [du plan d'un million] était au niveau des principes, car il reflétait l'attitude des institutions sionistes envers les Juifs des pays islamiques en tant que citoyens potentiels de l'État juif, un engagement envers leur bien-être et leur sécurité et la reconnaissance de l'importance de L'activité sioniste parmi eux. Ce message que la Palestine voulait des immigrants juifs des pays islamiques est venu haut et fort, et ses échos ont pu être entendus dans toutes les communautés juives de ces pays. »

— Esther Meir-Glitzenstein

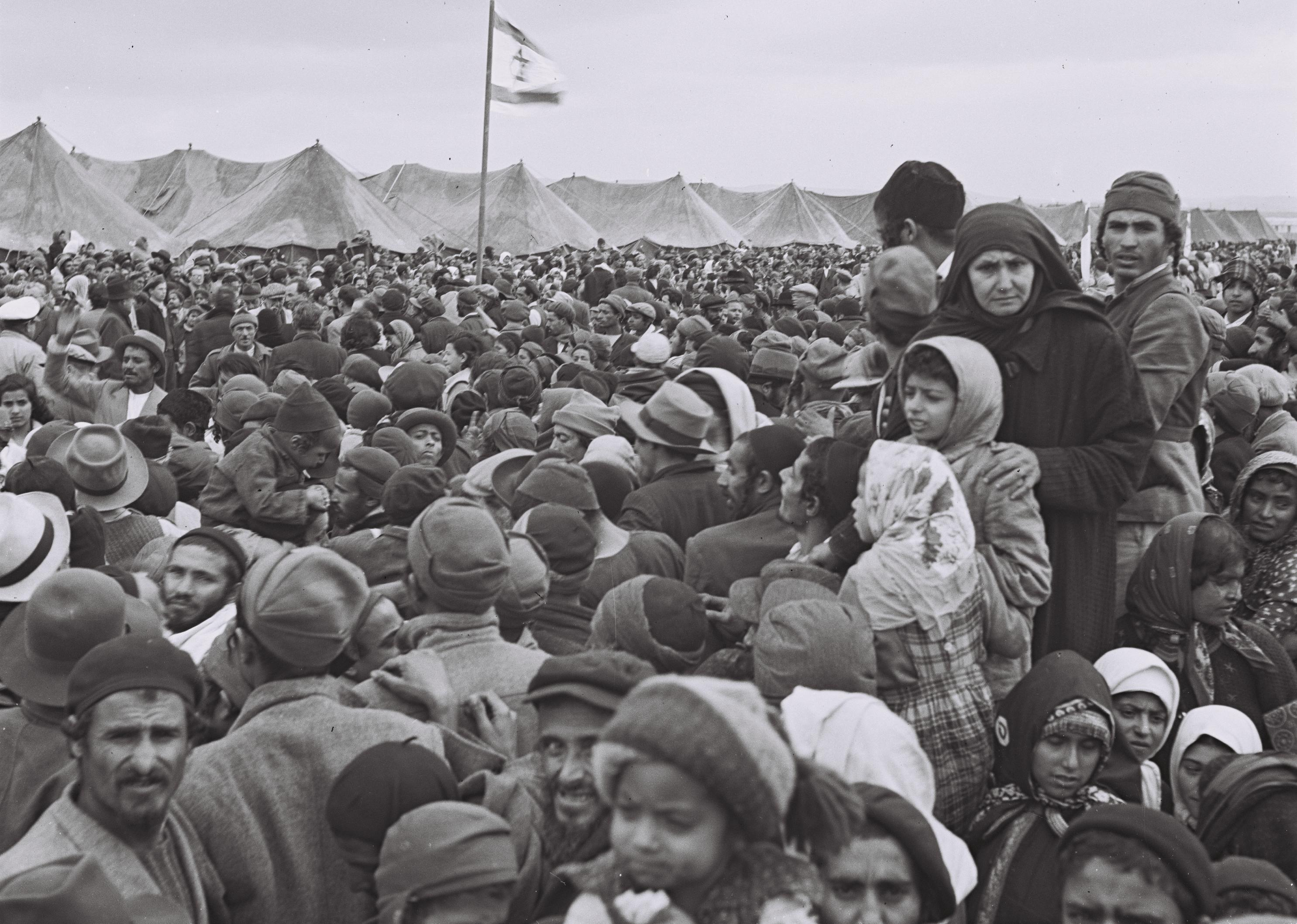
Camp d'absorption d'émigrés yéménites à Rosh Ha-Ayin en 1950.

Le plan, prévoyant l'arrivée d'un million de Juifs sur 18 mois, a été achevé à l'été 1944, fournissant des détails sur le transport, les camps de réfugiés et le financement requis.
Il a été présenté pour la première fois à l'exécutif de l'Agence juive le 24 juin 1944, non pas comme un plan opérationnel puisque les restrictions à l'immigration britannique étaient encore en place à l'époque, mais comme un plan politique visant à formuler les exigences de l'Organisation sioniste à la fin de Seconde Guerre mondiale. À partir de 1944, le plan est devenu la politique officielle de la direction sioniste, et l'immigration de Juifs des pays arabes et musulmans est devenue « explicite ou implicite dans toutes les déclarations, témoignages, mémorandums et demandes émis par l'Agence juive du monde Guerre II jusqu'à l'établissement de l'État ».
Ben Gourion considérait l'immigration comme la priorité absolue du projet sioniste, mais était conscient des défis d'un projet d'une telle envergure, déclarant après la guerre israélo-arabe de 1948 : 

« L'essentiel est l'absorption des immigrés. Cela incarne tous les besoins historiques de l'État. Nous aurions pu capturer la Cisjordanie, le Golan, toute la Galilée, mais ces conquêtes n'auraient pas autant renforcé notre territoire que l'immigration. Doubler et tripler le nombre d'immigrants nous donne de plus en plus de force… C'est la chose la plus importante avant tout. La colonisation, c'est la vraie conquête »

. La première mesure organisationnelle du Plan fut le plan d'action général de la fin de 1943 intitulé « Le pionnier uniforme des terres de l'Est », qui offrirait un cours aux émissaires du Département de l'immigration de l'Agence juive pour être envoyés plus tard dans les pays islamiques. Ces activités dans les pays islamiques ont perdu leur urgence et leur attrait après la Seconde Guerre mondiale, et les ressources qu'elles ont reçues ont diminué. Le nombre de militants dans ces pays était infime par rapport à l'Europe, et il n'y en avait même pas assez pour maintenir ce qui était déjà établi.

## Candidats à l'immigration
L'enquête sur les sources d'immigration et leur portée figurait en bonne place dans les délibérations de la Commission de planification. On leur a présenté de nombreuses données - la répartition et le nombre de Juifs dans chaque pays, y compris les changements de population pendant la Seconde Guerre mondiale, et l'analyse des opportunités économiques et professionnelles dans ces communautés. À l'aide de ces données, la composition du million d'immigrants qui viendrait dans le pays a été déterminée. Trois groupes principaux ont été initialement considérés comme candidats à l'immigration immédiate : les survivants juifs de l'Holocauste dans les pays de l'Axe — environ 535 000 personnes ; Réfugiés de la Seconde Guerre mondiale dans les pays neutres et alliés, dont environ 30 % voudraient immigrer — 247 000 ; On estime que 20 % de la population juive des pays islamiques — 150 000. La possibilité d'un plus petit nombre de personnes des premiers groupes a été prise en considération, auquel cas il y aurait plus d'immigrants du troisième groupe. À la mi-1944, alors que l'étendue de l'Holocauste est devenue connue, l'attention sur l'immigration potentielle en provenance des pays musulmans a commencé. L'objectif principal du plan était les Juifs d'Irak, de Syrie, de Turquie, d'Iran et du Yémen,.

Au fur et à mesure que l'ampleur de l'Holocauste est apparue, la part des Juifs des pays arabes et musulmans dans le plan a augmenté. En juillet 1943, Eliyahou Dobkin, le chef du département de l'immigration de l'Agence juive, a présenté une carte des 750 000 juifs estimés dans les pays islamiques, et a noté que :
…beaucoup de Juifs en Europe périront dans l'Holocauste et les Juifs de Russie sont enfermés. Par conséquent, la valeur quantitative de ces trois quarts de million de Juifs s'est élevée au niveau d'un facteur politique de grande valeur dans le cadre de la communauté juive mondiale. La tâche principale à laquelle nous sommes confrontés est de sauver cette communauté juive, [et] le moment est venu de monter un assaut sur cette communauté juive pour une conquête sioniste. 
De même, Ben Gourion a déclaré lors d'une réunion de l'exécutif de l'Agence juive le 28 septembre 1944 que « mon minimum était de deux millions : maintenant que nous avons été anéantis, je dis un million ». Le 30 juillet 1945, Ben Gourion déclare dans son journal :

« Nous devons faire venir tout le Bloc 5 [les Juifs des pays islamiques], la plupart du Bloc 4 [l'Europe de l'Ouest], tout ce qui est possible du Bloc 3 [l'Europe de l'Est] et les pionniers du Bloc 2 [les Juifs des pays anglophones] dès que possible. »

L'une des questions soulevées lors des discussions sur le plan Un million était la sécurité des communautés juives dans les pays islamiques. Dans un discours du comité central du Mapai en 1943, Eliyahou Dobkin a déclaré que la création d'Israël en Palestine arabe créerait un danger pour les Juifs vivant dans d'autres pays arabes et Ben Gourion ont écrit à la même époque sur « la catastrophe à laquelle les Juifs des pays de l'Est devraient faire face à cause du sionisme », bien que ces sombres prévisions se soient révélées fausses.
Des politiques ont été mises en place pour renforcer l'activité sioniste dans les pays cibles afin de garantir l'arrivée des immigrants. Esther Meir-Glitzenstein note que « Il est intéressant de noter que Ben Gourion cite des raisons politiques et rationnelles pour faire venir des Juifs déplacés d'Europe, alors qu'en discutant de l'immigration des Juifs des pays islamiques, il mentionne non seulement une raison politique et rationnelle, mais aussi une explication culturelle-orientaliste, puisque la « dégénérescence » de l'Orient était l'un des éléments de base de cette perception. »

## Après la création d'Israël

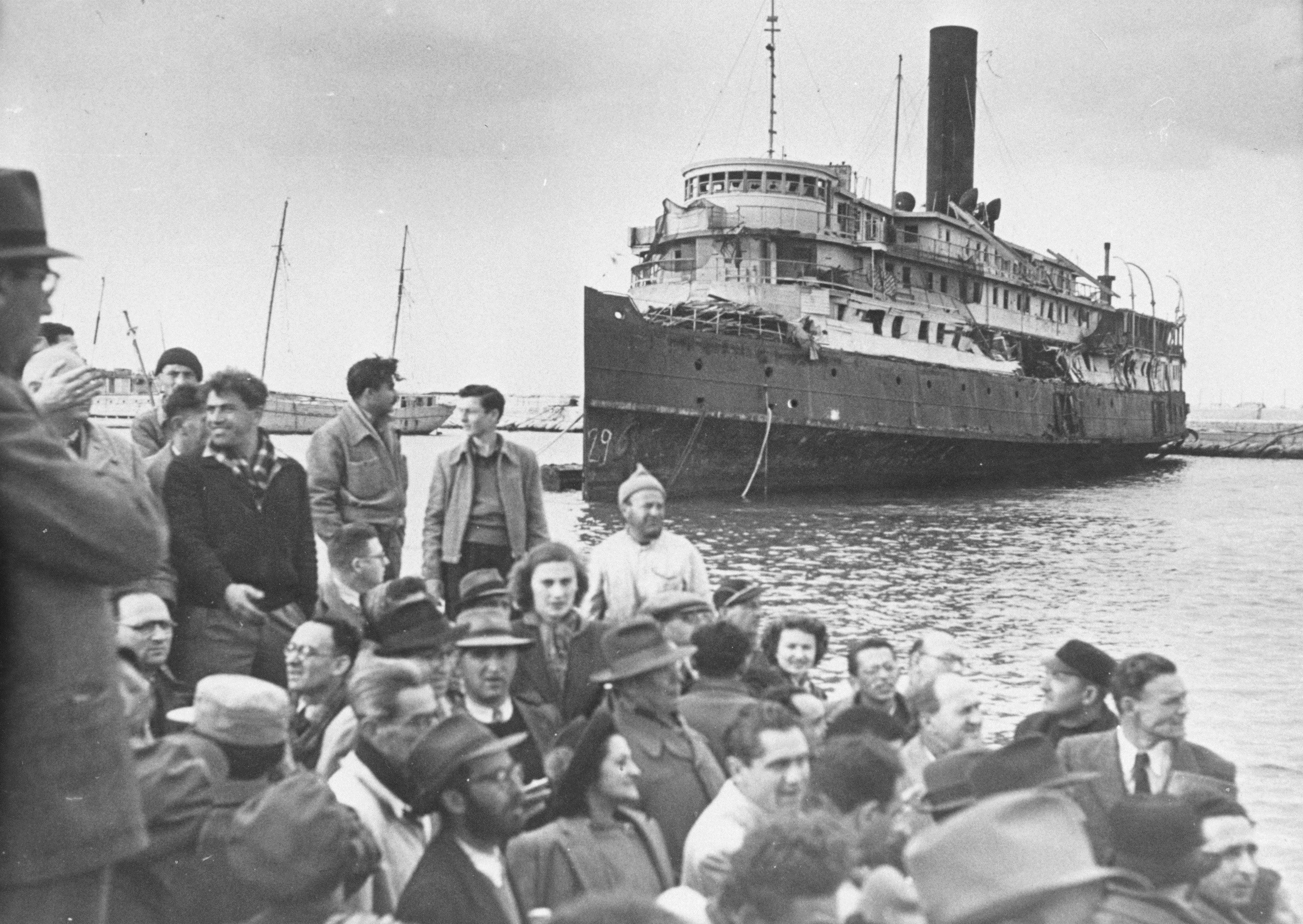
Photo de l'immigration vers Israël en juillet 1947

La mise en œuvre d'une partie importante des plans et des recommandations du plan Un Million a eu lieu dans le nouvel État d'Israël, après sa création en 1948. Cela comprenait l'Aliyah de masse, la mise en place de camps d'immigrants et de Ma'abarot, l'Accord de réparations entre Israël et l'Allemagne de l'Ouest, le Transporteur national d'eau d'Israël et le Plan d'ensemble national.
À la suite du retrait des forces britanniques et de la déclaration de l'État d'Israël en mai 1948, les restrictions à l'immigration dans le pays ont été levées, ce qui a permis de mettre en œuvre les changements de politique relatifs à l'Aliyah à grande échelle axée sur les Juifs d'origine arabe et pays musulmans. Le gouvernement de Ben Gourion a ensuite présenté à la Knesset un plan visant à doubler la population de 600 000 habitants en quatre ans. Cette politique d'immigration a rencontré une certaine opposition au sein du nouveau gouvernement israélien, comme ceux qui ont fait valoir qu'il n'y avait « aucune justification pour organiser une émigration à grande échelle parmi les Juifs dont la vie n'était pas en danger, en particulier lorsque le désir et la motivation n'étaient pas les leurs » ainsi que ceux qui ont soutenu que le processus d'absorption a causé « des difficultés excessives ». Cependant, la force de l'influence et de l'insistance de Ben Gourion a assuré la poursuite de l'immigration sans restriction.
Selon le Dr Irit Katz, les camps de ma'abarot étaient le produit du plan Un million. Le Dr Roy Kozlovsky note que l'existence antérieure du plan d'un million suggère que « le concept de la ma'abara était en fait la condition préalable, et non l'effet de l'immigration de masse ». Le Dr Piera Rossetto a décrit le débat autour des conditions des Ma'abarot, déclarant qu'à son avis « la question la plus controversée à cet égard n'est pas le résultat (par exemple la Ma'abarah) du choix, mais plutôt le choix en soi d'apporter à Israël autant de milliers d'immigrants, à la suite de l'idée du "plan d'un million" dévoilé par Ben Gourion en 1944 ».